# Otlichny (destroyer)
L'Otlichny est un destroyer lance-missiles de la classe Sovremenny en service dans la marine soviétique puis russe jusqu'en 1998.

## Historique
L'Otlichny est construit le 22 avril 1978, lancé le 21 mars 1981 par le chantier naval Zhdanov de Léningrad et mis en service le 30 septembre 1983.
Le 1er octobre 1991, il est transféré dans la 43e division des navires lance-missiles du 7e escadron opérationnel. Alors qu'il s'apprête à se rendre à Sébastopol pour des réparations, il est transféré dans la réserve de 1re catégorie.
En août 1993, il est prévu en réparation à Léningrad, puis à Mourmansk à partir du 4 janvier 1994, mais ces transferts sont annulés et le navire est placé dans la réserve de 2e catégorie.
Exclu des listes de la flotte le 22 novembre 1998, il est retiré du service le 30 décembre 1998.